# Kiyoko Arai
Kiyoko Arai (あらい きよこ, Arai Kiyoko), nom real Kiyoko Haku (朴 清子, Haku Kiyoko), és una mangaka nascuda l'1 de juny a Tòquio (Japó). Feu el seu debut en el manga al número de gener de 1984 de la revista Ciao amb la seua història Chotto dake Biyaku. Des de llavors, Arai ha contribuït amb moltes històries a Ciao com també en la seua revista agermanada ChuChu.

## Treballs
- Alice ni Omakase!
- Angel Lip
- Natural Angel (sequel of Angel Lip)
- Ask Dr. Rin! (Dr. Lin ni Kiitemite!) (manga de temàtica feng shui)
- Beauty Pop
- Curry Club ni Ai ni Kite
- Genki de Fight!!
- Kamisama O•Ne•Ga•I
- Kokuhaku Hiyori
- Magical Idol Pastel Yumi
- Magical Star Magical Emi
- Yomogi Mochi Yake Ta? actualment serialitzant-se en ChuChu.[1]

## Premis
En 1999, Arai guanyà el 44é Shogakukan Manga Award per manga shojo amb el seu manga Angel Lip.